# 麥肯齊峰
70°18′S 65°38′E / 70.300°S 65.633°E
麥肯齊峰（英語：McKenzie Peak）是南極洲的山峰，位於麥克羅伯特森地，屬於查爾斯王子山脈中阿索斯山脈的一部分，根據澳大利亞探險隊拍攝的空中照片繪入地圖，現時由南極條約體系管理。